# Жувинтас (биосферный резерват)
Жу́винтас (лит. Žuvinto biosferos rezervatas) — биосферный резерват (заповедник) в юго-западной части Литвы, на левобережье бассейна реки Неман.
Заповедник был основан в 1937 году (в современных границах — с 1946) для охраны мест обитания водоплавающих птиц, реликтовых и редких растений, а также типичного ландшафта этой части страны. Площадь заповедника составляет свыше 18 490 га, в том числе лесная около 1300 га. На территории заповедника находятся озеро Жувинтас, прилежащие к нему верховые болота с сосной и луга.
В составе флоры заповедника насчитывается 473 вида наземных и 142 вида водных растений. Фауна представлена 36 видами млекопитающих, 211 — птиц, 6 — пресмыкающихся, 7 — земноводных. Из млекопитающих наиболее характерны лиса, выдра, енотовидная собака, косуля, заяц-русак; встречаются кабан, лось, барсук, лесная куница, белка. Из птиц в заповеднике обитают цапля, аист, серый журавль, большой кроншнеп, турухтан, тетерев. В районе озера встречается множество хищников, таких как сапсан, дербник, чеглок, пустельга, тетеревятник, перепелятник, беркут, скопа и орлан-белохвост. Но главная ценность заповедника — естественно акклиматизировавшийся лебедь-шипун.